# Grandes Rios
Grandes Rios är en kommun i Brasilien.   Den ligger i delstaten Paraná, i den södra delen av landet, 1 000 km söder om huvudstaden Brasília. Antalet invånare är 6 625.
Omgivningarna runt Grandes Rios är huvudsakligen savann. Runt Grandes Rios är det glesbefolkat, med 9 invånare per kvadratkilometer.